# Bergklassement
In de wielersport is het bergklassement een nevenklassement waarin de klimprestaties van de deelnemende renners wordt bijgehouden. De eerste in dit klassement wordt gekroond tot beste klimmer van de wedstrijd. Op de top van een aantal vooraf vastgestelde heuvels en/of bergen is een streep getrokken waar punten te verdienen zijn voor de eerste paar renners die deze streep passeren. Meestal zijn de beklimmingen ingedeeld in meerdere categorieën, variërend van buitencategorie (zwaar) tot 4e categorie (licht). Niet in alle wielerkoersen komen noodzakelijkerwijze al deze categorieën voor.
De bekendste bergklassementen zijn: 
- Bergklassement van de Ronde van Frankrijk
- Bergklassement van de Ronde van Italië
- Bergklassement van de Ronde van Spanje

De leider in het bergklassement krijgt meestal een trui uitgereikt. In veel wedstrijden heet de bergtrui de bolletjestrui, naar de cirkels (bolletjes) die op de trui staan. De kleur daarvan verschilt nog van wedstrijd tot wedstrijd.  In de Ronde van Frankrijk zijn de bolletjes rood op een witte trui. In navolging daarvan kennen ook Parijs-Nice, het Internationaal Wegcriterium en de Ronde van Beieren een witte trui met rode bollen, terwijl het Critérium du Dauphiné en de Ronde van het Baskenland een rode trui met witte bollen hebben. Een variant op de bolletjestrui met blauwe bollen wordt gebruikt in de Ronde van Spanje en de Ronde van Utah, terwijl in de Route d'Occitanie een blauwe trui met witte bollen wordt vergeven. In de Ronde van Italië (tot 2012), Tirreno-Adriatico en Ronde van Zwitserland is de trui voor beste klimmer groen, in de Ronde van Catalonië en de Ronde van Californië rood, in de Ronde van Romandië roze, in de Ronde van Polen paars, in de Ronde van Portugal en Ronde van Italië (vanaf 2012) blauw en in de Tour Down Under wit.
Overigens zijn er ook eendagswedstrijden zoals de Clásica San Sebastián, die een bergklassement opmaken van één dag. Daaraan is dan uiteraard geen trui, maar wel een geldprijs verbonden. De Benelux Tour en de Ronde van België zijn belangrijke meerdaagse wedstrijden zonder bergklassement.
Algemeen klassement · Bergklassement · Combinatieklassement · Jongerenklassement · Ploegenklassement · Puntenklassement · Strijdlustklassement · Tussensprintklassement
 Blauwe trui ·   Bolletjestrui ·  Gele trui ·  Groene trui ·  Paarse trui ·  Rode trui ·  Roze trui ·  Witte trui ·  Zwarte trui ·  Regenboogtrui ·  Sterrentrui